# Meurtres rituels de Toa Payoh
Vous lisez un « article de qualité » labellisé en 2010.
Les meurtres rituels de Toa Payoh sont une affaire criminelle survenue à Singapour en 1981. Le 25 janvier, le corps d'une fillette de neuf ans fut découvert près de l'ascenseur d'un immeuble résidentiel dans le district de Toa Payoh et, deux semaines plus tard, un garçon de dix ans fut retrouvé mort à proximité. Les deux enfants avaient été tués lors d'un rituel en l'honneur de la déesse hindoue Kali, dont le rôle traditionnel consiste à protéger les fidèles contre les démons et les calamités. Or, l'adoration de cette déesse ne s'accompagne pas de sacrifices. Les meurtres avaient été planifiés par Adrian Lim, un « médium » auto-proclamé qui avait convaincu plusieurs femmes qu'il détenait des pouvoirs surnaturels. Ses victimes lui offraient de l'argent et des services sexuels en échange de cures, de promesses de beauté et de chance. Deux de ces femmes devinrent des assistantes fidèles : Tan Mui Choo, que Lim épousa, et Hoe Kah Hong, qui devint l'une de ses « femmes saintes ». Lorsque la police enquêta sur une plainte pour viol déposée par l'une des victimes de Lim, celui-ci décida de tuer des enfants pour faire échouer l'enquête. À chaque fois, Hoe attirait un enfant dans la résidence de Lim, puis le trio le droguait avant de le tuer. En outre, Lim abusa sexuellement d'une petite fille avant de la tuer. Le trio fut arrêté lorsque la police découvrit une trace de sang qui menait à la résidence.
Le procès de 41 jours fut le plus long qui eut jamais lieu devant une cour de Singapour à l'époque. Aucun des avocats de la défense ne parvint à établir l'innocence de Lim et de ses comparses, mais ils tentèrent de leur éviter la peine capitale en exposant que leurs  capacités étaient diminuées et en plaidant la maladie mentale, afin qu'ils ne puissent être entièrement tenus responsables des meurtres. Pour étayer leur défense, les avocats firent venir des médecins, des psychologues et des psychiatres, qui conclurent que les accusés montraient des symptômes de schizophrénie, de dépression psychotique et d'hypomanie. Cependant, l'expert du procureur réfuta ces conclusions et affirma que les accusés jouissaient de toutes leurs facultés lorsqu'ils avaient planifié et commis les meurtres. Les juges penchèrent en faveur du procureur et le trio fut condamné à la pendaison. Installées dans le couloir de la mort, les femmes firent appel au comité judiciaire du Conseil privé à Londres et demandèrent leur grâce au président de Singapour, en vain. Les trois furent pendus le 25 novembre 1988. Lim, qui n'avait pas demandé de grâce, se dirigea vers la potence en souriant.
Ces meurtres choquèrent le public de Singapour : les gens furent surpris que de tels comportements puissent survenir dans leur société. Les rapports sur les activités du trio et les procédures judiciaires furent suivis avec attention. Les actions du trio furent régulièrement mentionnées dans les échanges publics pendant plusieurs années. À deux reprises, des studios de cinéma tentèrent de profiter de l'engouement causé par les meurtriers. Cependant, les critiques furent sévères, selon lesquels les films comportaient des scènes de violence et de sexe superflus, et ils firent piètre figure au box-office. Les actes et le comportement des trois tueurs furent étudiés par des spécialistes en criminologie, et les jugements rendus firent jurisprudence en cas de capacités diminuées.

## La société de Singapour dans les années 1980
Quiconque affirme que Singapour est ennuyeuse et aseptisée ignore l'existence de nos criminels qui font froid dans le dos, des crapules sans égal... la véritable incarnation du Mal — Adrian Lim,.
Au début du XIXe siècle, des immigrants envahirent la Malaisie péninsulaire en colonisant les établissements des détroits, dont la future cité-État de Singapour. Les immigrants et les autochtones avaient des croyances distinctes, mais leurs différences s'estompèrent avec le temps. La majorité de la population autochtone croyait que la jungle était habitée par des esprits, des dieux et des démons capables de bienveillance comme de malveillance. Certaines personnes affirmaient pouvoir communiquer avec ces êtres surnaturels. Utilisant des danses et des chants, des chamans (des tang-kees et des bomohs) invitaient ces êtres à prendre possession de leurs corps et à transmettre aux fidèles leur sagesse, leurs bénédictions et leurs malédictions. Avec le temps, la « jungle urbaine » prenant de plus en plus de place sur l'île, ces pratiques chamaniques se déplacèrent de la forêt vers les communautés urbaines.
En 1980, 75 % des Singapouriens vivaient dans des logements sociaux. Les gratte-ciel construits par le gouvernement étaient surtout présents dans les régions populeuses : le district de Toa Payoh en était un exemple typique. La densité humaine y était élevée mais la plupart des résidents vaquaient à leurs affaires, préférant ignorer la vie du quartier,. Singapour était devenue une société civile nettement plus calme qu'au début du siècle, quand les guerres de gangs y faisaient rage. Le faible taux de criminalité, conséquence d'un ensemble de lois strictes et de leur application systématique, avait donné aux gens un sentiment de sécurité. Cependant, le gouvernement mettait en garde contre l'autosatisfaction et lançait régulièrement des campagnes d'informations dont le thème était : « Peu de crimes ne signifie pas aucun crime, ». De fait, en 1981, trois Singapouriens commirent des meurtres qui choquèrent la population.

## Viol et vengeance

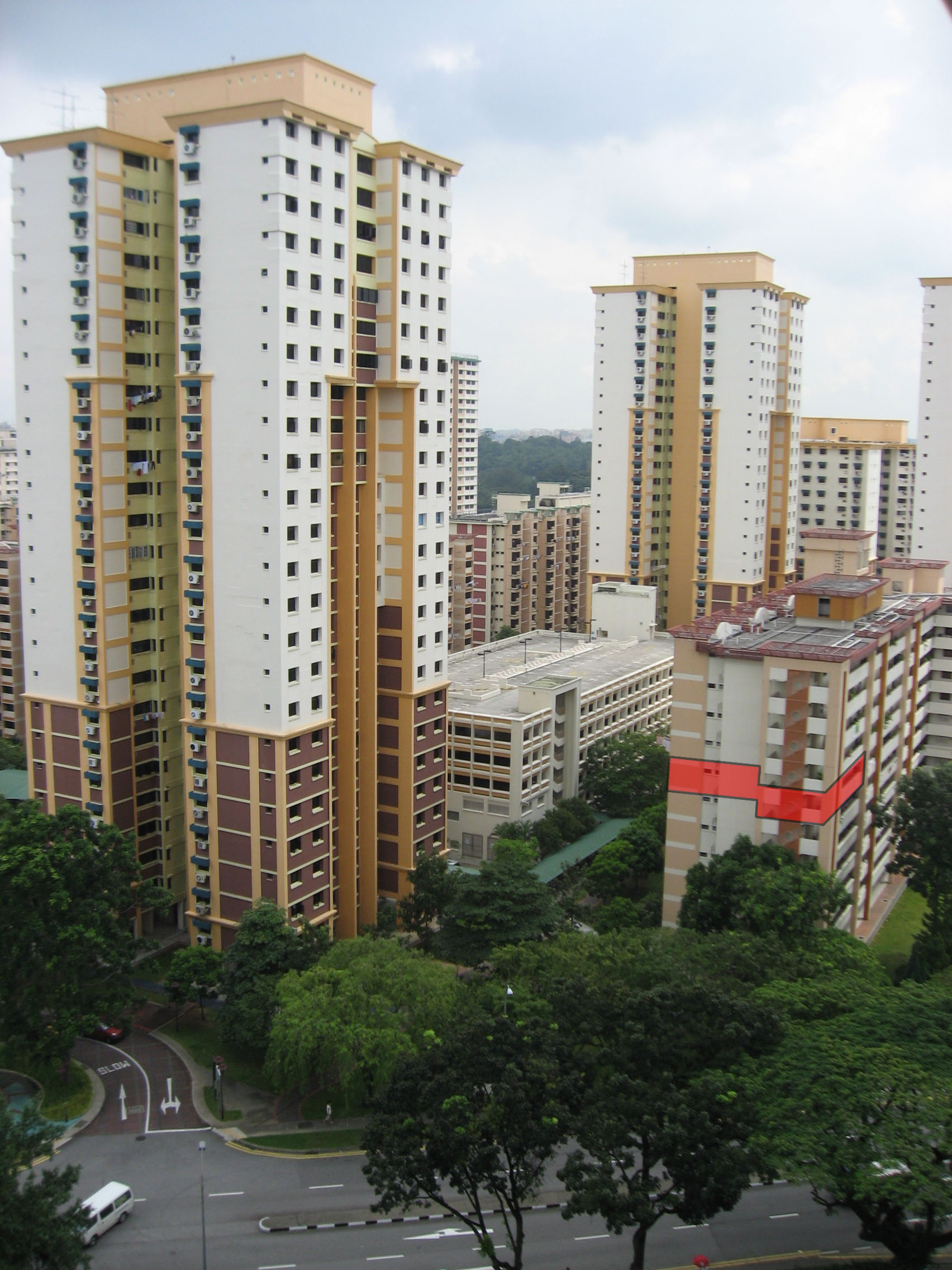
Le logement de Lim (en rouge) se situait dans le Block 12, Toa Payoh Lorong 7. À partir de 2008, les Blocks 10 et 11 voisins (au centre et à gauche) furent remplacés par des structures plus élevées.

Pendant plusieurs années, un prétendu médium vivant dans le Block 12, Toa Payoh Lorong 7, avait accompli différents rituels bruyants pendant la nuit. Les voisins s'en étaient plaints à de nombreuses reprises aux forces de l'ordre, mais les rituels recommençaient toujours après un court laps de temps.
Fin 1980, Lim fut arrêté pour viol. Lucy Lau, une vendeuse itinérante de cosmétiques, l'avait rencontré alors qu'elle démarchait Tan. Le 19 octobre, Lim avait dit à Lau qu'un fantôme la hantait et qu'il pouvait l'exorciser à l'aide de rituels sexuels. Elle ne fut pas convaincue, mais le « médium » insista. Secrètement, il mélangea deux capsules de Dalmadorm, un sédatif, à un verre de lait et l'offrit à Lau, affirmant qu'il avait des propriétés saintes. Lau s'assoupit après l'avoir bu, et Lim en profita pour la violer. Pendant quelques semaines, il continua à abuser sexuellement d'elle à l'aide de drogues ou en la menaçant. En novembre, après que Lim eut prêté aux parents de Lau une somme d'argent plus petite que ce qu'ils lui avaient réclamé, Lau alla voir la police pour porter plainte contre lui. Lim fut arrêté pour viol et Tan pour complicité. Libéré sous caution, Lim persuada Hoe de mentir en affirmant qu'elle était présente lors du prétendu viol et qu'elle n'avait observé aucun crime. La police continua cependant à enquêter : Lim et Tan durent ainsi prolonger leur liberté sous caution en se présentant au poste de police tous les soirs.

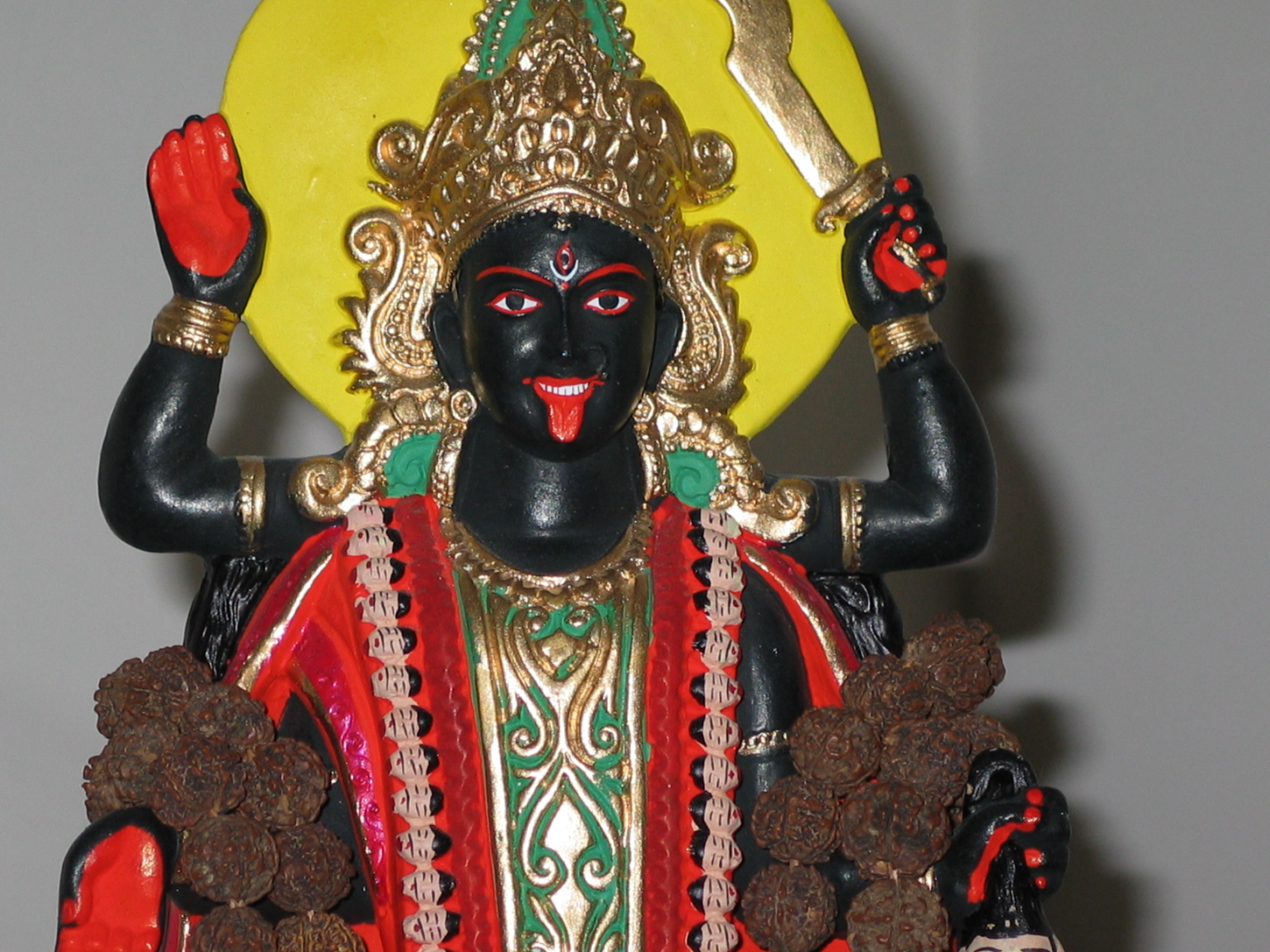
Kali la noire.

Furieux, Lim conçut un plan pour détourner l'attention de la police : il voulait sacrifier des enfants en l'honneur de la déesse Kali. Il prétendit être possédé par Kali et convainquit Tan et Hoe que la déesse voulait qu'ils tuent des enfants pour se venger de Lau. Il leur dit également que Phragann exigeait qu'il ait des relations sexuelles avec les victimes femelles.
Dans l'après-midi du 24 janvier 1981, Agnes Ng Siew Hock, âgée de 9 ans, disparut après un cours de religion à son église dans Toa Payoh. Quelques heures plus tard, son corps fut découvert dans un sac près d'un ascenseur du Block 11, à moins d'un kilomètre de l'église. La fillette avait été étouffée. L'enquête révéla qu'elle avait des blessures aux organes génitaux et qu'il y avait du sperme dans son rectum. Plus de 250 personnes demeurant près de la scène du crime furent interrogées, mais aucune ne fournit d'indice.
Le 24 janvier 1981, Hoe avait porté son attention sur Agnes Ng qui circulait près de l'église et l'avait persuadée de la suivre à l'appartement. Le trio lui offrit avec insistance des aliments et des breuvages contenant du Dalmadorm. Lorsqu'elle fut inconsciente, Lim la viola. Aux environs de minuit, les trois adultes l'étouffèrent avec un oreiller et firent couler son sang, qu'ils burent et utilisèrent pour barbouiller un portrait de Kali. Ils lui plongèrent ensuite la tête dans un seau d'eau pour la noyer. De plus, Lim l'électrocuta pour s'assurer qu'elle était morte. Ils mirent ensuite son corps dans un sac qu'ils déposèrent près de l'ascenseur du Block 11.
Le 7 février, le corps de Ghazali bin Marzuki, un garçon âgé de 10 ans, fut à son tour découvert sous un arbre entre les Blocks 10 et 11. Il avait disparu la veille, après avoir été vu montant dans un taxi avec une femme. Les médecins légistes présents sur le lieu du crime affirmèrent que l'enfant était mort noyé, et découvrirent des marques de suffocation semblables à celles de la fillette de 9 ans. Il n'y avait aucun signe d'agression sexuelle, mais il y avait des brûlures dans son dos et un trou dans son bras. Des traces de sédatif furent découvertes plus tard dans son sang.
Au contraire d'Agnes Ng, Ghazali fut plus résistant face au sédatif et mit beaucoup plus de temps à s'endormir. Lim l'attacha par précaution mais il se réveilla et se débattit. Paniqués, les membres du trio lui assénèrent des coups du tranchant de la main au cou, ce qui l'assomma. Après avoir fait couler son sang, ils tentèrent de le noyer, mais Ghazali se débattit, vomissant et perdant le contrôle de ses intestins en mourant. Le sang continuait à couler de son nez après sa mort. Une fois leur forfait terminé, Tan resta dans l'appartement pour le nettoyer tandis que Lim et Hoe portèrent le corps à l'extérieur. Lim remarqua alors qu'une trace de sang menait à leur logement : lui et ses complices nettoyèrent donc du mieux qu'ils purent les taches avant le lever de soleil.
Rapidement, les policiers découvrirent des taches de sang qui menaient au septième étage du Block 12. En entrant dans un couloir du bâtiment, un inspecteur remarqua un ensemble hétéroclite de symboles religieux (une croix, un miroir et une lame de couteau) à l'entrée du logement 467F. Le propriétaire du logement, Adrian Lim, se présenta alors à l'inspecteur, l'informant qu'il y vivait avec sa femme, Tan Mui Choo, et une amie, Hoe Kah Hong. Lim ayant permis à l'inspecteur de fouiller son logement, celui-ci y découvrit des traces de sang. Dans un premier temps, Lim affirma qu'il s'agissait de gouttes de cire tombées d'une chandelle, mais, devant l'incrédulité du policier, il déclara que c'était du sang de poulet. Quand des policiers eurent trouvé des morceaux de papier contenant des informations sur les enfants morts, Lim tenta de détourner leurs soupçons en prétendant que le petit Ghazali était venu à son logement pour soigner un saignement de nez. Discrètement, Lim enleva des cheveux de sous un tapis et tenta de les faire disparaître dans les toilettes, mais un policier l'en empêcha. Plus tard, des médecins légistes déterminèrent que ceux-ci appartenaient à Agnes Ng.
Lorsque l'inspecteur demanda à consulter le dossier judiciaire de Lim, un policier l'informa que celui-ci faisait l'objet d'une enquête pour viol. Lim entendit leur conversation, s'énerva et se mit à leur crier après, bientôt suivi de Hoe. Cette attitude augmenta les soupçons des policiers qui recueillirent des indices, mirent les scellés sur le logement et emmenèrent le trio pour interrogatoire.

## Les accusés

### Adrian Lim
Né le 6 janvier 1942, Adrian Lim était l'aîné d'une famille de la petite classe moyenne. Décrit par sa sœur, lors du procès, comme un garçon au tempérament bouillant, il abandonna l'école secondaire et travailla un moment comme informateur pour l’Internal Security Department, avant de rejoindre la société de radiodiffusion par câble Rediffusion Singapore en 1962. Pendant trois ans, il installa et répara des systèmes de radio avant d'être promu agent de recouvrement. Après s'être converti au catholicisme pour pouvoir se marier, il épousa son amour de jeunesse en avril 1967. Le couple eut deux enfants et la famille vécut en location jusqu'en 1970, moment où elle acquit un trois-pièces au septième étage du Block 12 dans Toa Payoh, au numéro 467F.
En 1973, Lim commença à faire des simulacres de séances de médiumnité à temps partiel. Il loua une chambre, où il recevait des femmes que le propriétaire lui présentait ; la plupart travaillaient dans des bars et étaient danseuses ou prostituées. Parmi ses clients, il y avait aussi des hommes superstitieux et des femmes âgées, dont il abusait financièrement.
Ayant appris son « art » d'un bomoh du nom d'« Uncle Willie », Lim demandait les faveurs des dieux de différentes religions, dont Kali, déesse de l’hindouisme, et « Phragann », dont il portait une figurine à la taille lors de relations sexuelles. Alan John l'appelle « Pragngan », alors que Govindan Kutty Narayanan cite des rapports de police où c'est le nom de « Phragann » qui est employé. Lim décrit Phragann comme une déesse sexuelle thaïlandaise. Il faisait appel à ces deux divinités lors de ses rituels.
Il abusait de la confiance de ses clients de diverses façons. Son tour de magie le plus efficace, connu sous le nom de « tour des aiguilles et de l'œuf », faisait croire à ses victimes qu'il possédait des pouvoirs surnaturels. Après avoir noirci des aiguilles en les passant dans la flamme d'une chandelle, Lim les insérait de façon délicate dans un œuf cru et refermait le trou avec une poudre. Lors de ses rituels, il passait l'œuf à plusieurs reprises au-dessus de la tête de ses clients en chantant, puis il leur demandait d'ouvrir l'œuf : en voyant les aiguilles noires, les clients étaient convaincus que des démons les pourchassaient.
Lim s'intéressait particulièrement aux femmes crédules qui traversaient de sérieux problèmes personnels. Il leur promettait de les guérir de leurs malheurs et de les rendre plus belles par un massage rituel. Lui et ses victimes devaient se dénuder pour qu'il les masse sur tout le corps, organes génitaux compris. Par la suite, Lim avait des relations sexuelles avec elles.
Les « traitements » de Lim incluaient aussi des électrochocs. Après avoir placé les pieds de ses victimes dans des cuves remplies d'eau et attaché des fils à leurs tempes, il faisait passer de l'électricité dans leur corps. Selon les affirmations de Lim, les électrochocs étaient censés guérir les femmes de leurs maux de tête et éloigner d'elles les mauvais esprits.

### Tan Mui Choo
Catherine Tan Mui Choo rencontra Lim grâce à une de ses amies. Travaillant dans un bar, celle-ci affirmait que Lim pouvait guérir les maladies et les dépressions. À cette époque, Tan portait le deuil de sa grand-mère à laquelle elle était très attachée. De plus, l'indifférence de ses parents lui pesait. Envoyée à 13 ans dans un centre de formation principalement peuplé de délinquants juvéniles, elle s'était sentie rejetée. Tan rendit régulièrement visite à Lim et ils devinrent alors intimes. En 1975, sur son insistance, elle emménagea avec lui. Pour dissiper les soupçons de sa femme sur leur relation, Lim jura devant une image du Christ qu'il était innocent. Cependant, son épouse découvrit la vérité et le quitta quelques jours plus tard avec leurs enfants, divorçant en 1976. Lim quitta alors son emploi à Rediffusion Singapore et devint « médium » à plein temps. Il faisait de bonnes affaires, recevant par exemple en un mois entre 6 000 et 7 000 dollars de Singapour (de 2 838 à 3 311 dollars américains) d'un seul client. En juin 1977, Lim et Tan se marièrent.
Dans leur couple, Lim dominait Tan en la battant, en la menaçant et en lui mentant. Il la persuada de se prostituer pour augmenter leurs revenus et la convainquit qu'il avait besoin de forniquer avec de jeunes femmes pour demeurer en bonne santé. Tan l'aidait à accomplir ses activités, préparant ses clientes pour son plaisir.
L'influence de Lim sur Tan était grande. Son mari l'ayant encouragé à avoir des relations sexuelles avec de jeunes hommes afin de préserver sa jeunesse, Tan coucha avec un adolescent malais et même avec son plus jeune frère. Le petit garçon ne fut pas le seul membre de la famille de Tan à subir l'influence de Lim : il avait auparavant séduit sa plus jeune sœur et l'avait convaincue de se prostituer et d'avoir des rapports sexuels avec deux jeunes garçons.
Malgré tous ces abus, Tan vivait avec Lim, profitant des beaux vêtements, des produits de beauté et des programmes d'amincissement achetés grâce au produit de leurs activités.

### Hoe Kah Hong
Née le 10 septembre 1955, Hoe Kah Hong avait huit ans lorsque son père mourut. Elle fut envoyée vivre chez sa grand-mère jusqu'à l'âge de 15 ans. Lorsqu'elle revint chez sa mère, elle dut constamment céder la place à sa sœur aînée, Lai Ho. Croyant que sa mère favorisait sa sœur, Hoe devint mécontente et colérique. En 1979, sa mère amena l'aînée, Lai Ho, voir Lim pour être « traitée », et fut convaincue de ses pouvoirs en voyant le tour des aiguilles et de l'œuf. Croyant que le fort tempérament de Hoe serait guéri par Lim, la mère amena aussi sa plus jeune fille pour le rencontrer. Après avoir vu le même tour, Hoe devint une fidèle assistante de Lim,. Lim souhaitait en faire l'une de ses « femmes saintes », bien qu'elle soit déjà mariée à Benson Loh Ngak Hua. Pour atteindre son but, Lim tenta de l'isoler de sa famille en lui mentant. Il lui affirma que les membres de sa famille était immoraux, que son mari, Loh, était infidèle et qu'un jour il l'obligerait à se prostituer. Hoe crut Lim, et après avoir subi un rituel avec lui, elle devint l'une de ses « femmes saintes ». Elle ne faisait plus confiance à son conjoint et à sa famille et se montra violente avec sa mère. Trois mois après avoir rencontré Lim, elle emménagea chez lui.
Loh alla chercher sa femme à la résidence de Lim et demanda à observer une séance. Hoe le persuada de se faire traiter par les électrochocs. Le matin du 7 janvier 1980, Loh s'assit donc aux côtés de sa femme, leurs bras attachés, chacun les pieds dans une cuve d'eau distincte. Lim électrocuta Loh avec un courant électrique à haute tension, alors que sa femme s'évanouit. Lorsqu'elle se réveilla, Lim lui demanda de mentir à la police à propos de la mort de Loh. Hoe répéta l'histoire de Lim, affirmant que son mari s'était électrocuté dans leur chambre à coucher en essayant de faire démarrer un ventilateur défectueux dans l'obscurité. Le médecin légiste enregistra un verdict ouvert et la police n'enquêta pas plus.
Même si elle n'aimait plus Loh, Hoe fut affectée par sa mort. Sa santé mentale fut perturbée : elle se mit à entendre des voix et à avoir des hallucinations dans lesquelles son mari apparaissait. À la fin de mai 1980, elle fut admise au Woodbridge Hospital. Les psychologues de l'institution diagnostiquèrent une schizophrénie et lui donnèrent un traitement efficace. Hoe reprit ses esprits rapidement : la première semaine de juillet, elle reçut son congé. Elle continua son traitement et des vérifications de routine établirent qu'elle était en rémission. Son attitude envers sa mère et les membres de sa famille s'améliora après son passage à l'hôpital, même si elle continuait à vivre avec Lim et Tan.

## Procès
Deux jours après leur arrestation, chacun fut accusé par une cour de justice criminelle pour le meurtre des deux enfants. Le trio subit un autre interrogatoire, ainsi qu'un examen médical par des médecins de la prison. Les 16 et 17 septembre, leur cas fut soumis à la cour pour une mise en examen. Pour prouver qu'il existait un dossier contre les accusés, le procureur Glenn Knight appela à témoigner 58 personnes et présenta 184 pièces justificatives en cour. Alors que Tan et Hoe rejetaient les accusations, Lim se déclara coupable et prit sur lui l'entière responsabilité des crimes. Le juge décida que le dossier contre les accusés était suffisamment étoffé pour être entendu par la High Court of Singapore. Les trois assassins furent remis en détention pendant que l'enquête continuait.

### Poursuite et défense

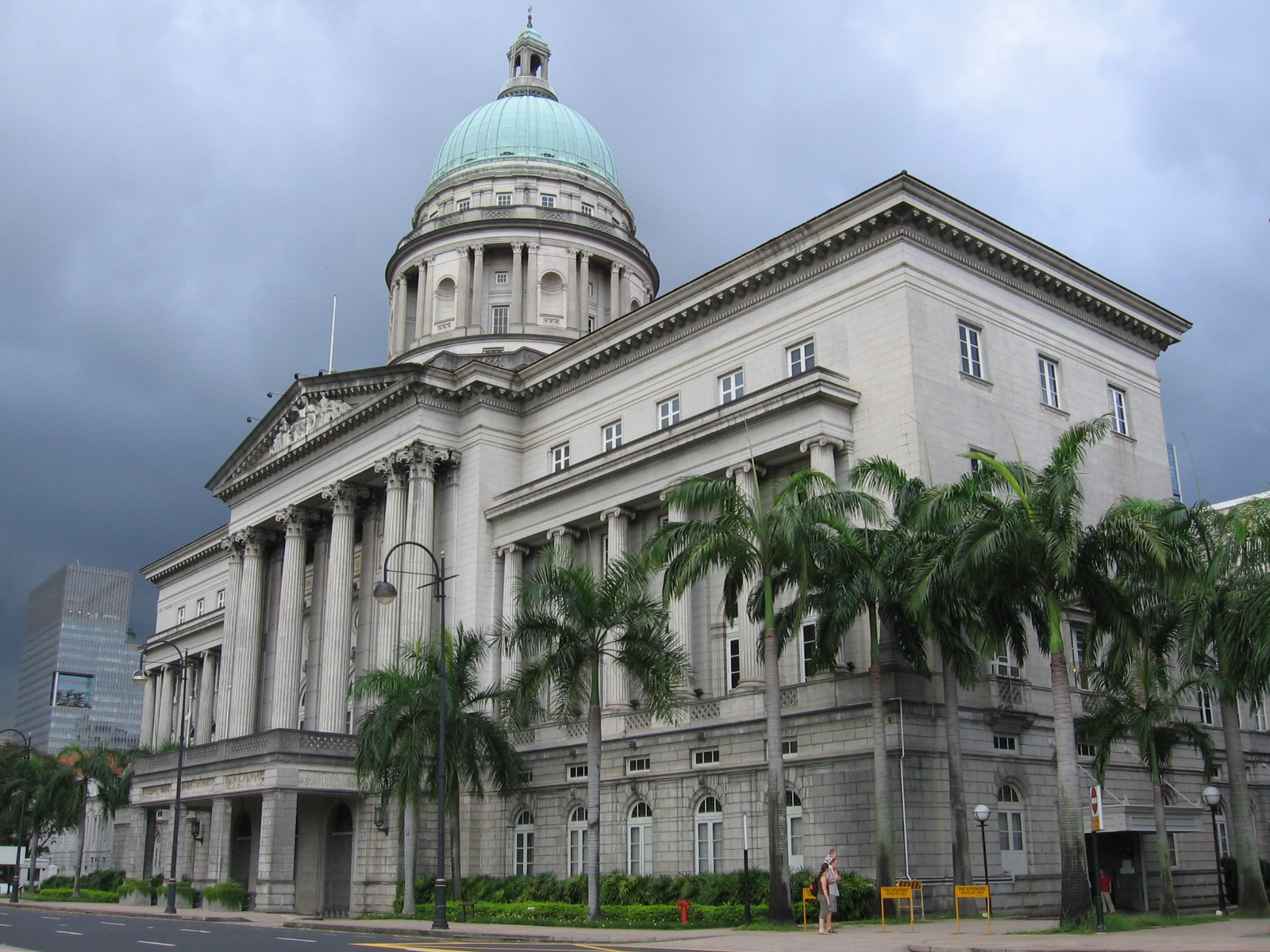
Le procès pour meurtres eut lieu dans la Courtroom No. 4 de l'ancien immeuble de la Cour suprême de Singapour.

La High Court of Singapore se réunit le 25 mars 1983. Le procès fut présidé par deux juges : Thirugnana Sampanthar Sinnathuray, qui se fit notamment connaître pour la condamnation à mort du tueur en série John Martin Scripps 12 ans plus tard, et Frederick Arthur Chua, qui était à l'époque le plus ancien juge en activité à Singapour.
Knight continua à bâtir son dossier à l'aide des preuves amassées par les détectives de police. Des photographies des scènes des crimes et des témoignages aidèrent la cour à conjecturer les événements qui avaient conduit aux meurtres. D'autres preuves (des échantillons de sang, des objets religieux, des drogues et des notes portant les noms d'Agnes Ng et de Ghazali) permirent de conclure à l'implication des accusés. Knight n'avait aucun témoin visuel, il ne possédait que des preuves circonstancielles. Dans son allocution d'ouverture, il dit : « Ce qui compte c'est que [les accusés] ont intentionnellement étouffé et noyé ces deux enfants innocents, provoquant leur mort dans des circonstances qui constituent un meurtre. Et ceci, nous le prouverons hors de tout doute raisonnable,. »
Tan, avec la permission de Lim et de la police, prit 10 000 S$ des 159 340 S$ (4 730 USD de 75 370 USD) saisis à la résidence du trio pour engager Joshua Benjamin Jeyaretnam (un avocat devenu politicien pendant les années 1980) pour sa défense,. Hoe devant accepter un avocat de la défense, elle choisit Nathan Isaac. Lim, lui, refusait jusqu'alors d'être représenté. Il avait préféré se défendre par ses moyens lors des audiences devant une cour inférieure, mais ne pouvait faire de même devant la High Court. Howard Cashin fut donc désigné comme défenseur de Lim : son travail était compliqué, car son client refusait de coopérer. Les trois avocats décidèrent de ne pas s'opposer au verdict de meurtre. Préférant invoquer la responsabilité diminuée, ils tentèrent de prouver que leurs clients étaient mentalement malades : ils ne pouvaient donc être tenus responsables des meurtres,.

### Interrogatoires
Après que Knight eut présenté ses preuves, la cour entendit les témoignages sur la personnalité et le caractère des accusés, que ce soit de leurs amis ou de leurs connaissances. L'une des « femmes saintes » révéla plusieurs détails de leur vie. Les médecins Yeo Peng Ngee et Ang Yiau Hua admirent qu'ils fournissaient des drogues à Lim, et qu'ils avaient également vendu des sédatifs au trio sans poser de questions,.
Les policiers et les spécialistes médico-légaux présentèrent les résultats de leur enquête. L'inspecteur Suppiah, responsable des enquêtes, lut à haute voix les déclarations que les accusés avaient faites durant leur détention préventive. Lim affirma avoir tué par vengeance et qu'il avait sodomisé Agnes Ng. Les accusés avaient aussi confirmé dans leur déclaration que chacun avait activement participé aux meurtres,. L'implication de Lim fut en partie confirmée par un témoin qui jura l'avoir vu un peu après minuit le 7 février 1981, au rez-de-chaussée du Block 12 : il avait vu Lim et une femme le dépasser, porteurs d'un garçon à la peau basanée.
— Lim : Pas de commentaire. 

— Juge Sinnathuray : Non, non, non, Adrian Lim, vous ne pouvez pas continuer à me dire cela. (À Cashin) Il est votre témoin. 

— Cashin : Vous pouvez voir, votre Honneur, combien c'est difficile avec ce témoin.
,.
Le 13 avril, Lim prit place dans le box des accusés. Il maintint qu'il était seul responsable des crimes. Il refusa d'admettre qu'il avait violé Lucy Lau ou Agnes Ng, affirmant que ses déclarations antérieures avaient été faites pour satisfaire les policiers,. Lim répondit longuement aux questions qui favorisaient sa position et refusait de répondre aux autres. Lorsqu'il fut mis au défi de valider sa dernière confession, il répliqua qu'il était obligé de dire la vérité par convictions religieuse et morale. Knight contre-attaqua en affirmant que Lim était un homme immoral qui n'avait aucun respect de la parole donnée : Lim avait menti à sa femme, à ses clients, à la police et aux psychiatres. Knight affirma que la position de Lim revenait à admettre qu'il avait sciemment menti lors de ses dépositions antérieures.
Tan et Hoe furent plus coopératives en répondant aux questions de la cour. Elles rejetèrent l'histoire de Lim et attestèrent les déclarations qu'elles avaient faites à la police. Elles dirent qu'elles avaient vécu dans une peur et une crainte constantes de Lim : croyant qu'il possédait des pouvoirs surnaturels, elles obéissaient à tous ses ordres et n'avaient aucun libre arbitre. En réponse aux questions de Knight, Tan admit que Lim avait trompé ses clients et qu'elle l'avait volontairement aidé. Knight parvint à obtenir de Hoe l'affirmation qu'elle était consciente de ses gestes aux moments des meurtres.

### Batailles de psychiatres
Personne ne doutait que le trio avait tué les enfants. Leurs avocats tentaient de convaincre les juges que les accusés n'avaient pas le contrôle d'eux-mêmes lors des meurtres. La plus grosse partie du procès fut occupée en conséquence par une bataille d'experts appelés à la barre par les deux parties. Wong Yip Chong, un psychiatre expérimenté exerçant dans un cabinet privé, croyait que Lim était mentalement malade au moment des crimes. « Jugeant selon une vue d'ensemble, et non pas en buttant sur les contradictions, », il affirma que l'appétit sexuel démesuré de Lim ainsi que sa croyance en Kali étaient caractéristiques d'une dépression maniaque légère. Il ajouta que seule une personne à l'esprit dérangé pouvait jeter des corps près de l'endroit où elle vivait, alors que son plan était de distraire les policiers.
L'expert du procureur, Chee Kuan Tsee, un psychiatre travaillant au Woodbridge Hospital, répliqua que Lim était « résolu dans ses activités, patient dans ses plans et persuasif lorsqu'il cherchait à obtenir pouvoir et plaisir, ». D'après le Dr Chee Kuan Tsee, Lim avait obtenu plusieurs relations sexuelles grâce à son rôle de « médium », qui lui donnait accès à des femmes prêtes à coucher avec lui. De plus, sa croyance en Kali était de nature religieuse, pas le fruit d'un délire. L'usage de la religion pour obtenir des bénéfices personnels indiquait qu'il se maîtrisait complètement. Finalement, Lim avait consulté des médecins et prenait librement des sédatifs pour soulager son insomnie, un état que les personnes souffrant de dépression maniaque refusent de reconnaître.
R. Nagulendran, un psychiatre consultant, attesta que Tan était mentalement diminuée par une dépression psychotique réactive. Selon lui, elle était déprimée avant de rencontrer Lim à cause de ses problèmes familiaux. Les abus physiques et les menaces de Lim amplifièrent sa dépression. L'abus de drogues provoqua des hallucinations et l'incita à croire aux mensonges de Lim. Chee Kuan Tsee n'était pas d'accord avec ce diagnostic. Il dit que Tan avait admis qu'elle était heureuse de vivre dans le confort matériel que Lim lui procurait, aimant les beaux vêtements et les soins esthétiques dans les salons de beauté. Une personne souffrant de dépression psychotique réactive n'aurait pas porté attention à son apparence. Auparavant, Tan avait également confessé savoir que Lim était un fraudeur, mais elle avait changé son opinion devant la cour, affirmant qu'elle agissait complètement sous son influence. Même si Chee avait omis de mentionner les abus physiques de Lim envers Tan, il croyait fermement que Tan possédait toutes ses facultés mentales lors des meurtres.
Les deux psychiatres, Nagulendran et Chee, étaient d'accord que Hoe souffrait de schizophrénie bien avant d'avoir rencontré Lim, et son séjour au Woodbridge Hospital lui avait permis de s'en remettre. Cependant, Nagulendran était convaincu que Hoe avait fait une rechute pendant la période où les enfants avaient été tués. Chee fit remarquer qu'aucun des médecins du Woodbridge Hospital n'avait perçu de signe de rechute pendant les six mois de suivi (du 16 juillet 1980 au 31 janvier 1981),. Si Hoe avait été sévèrement diminuée par sa condition psychologique, comme l'affirmait Nagulendran, alors elle serait devenue invalide. Elle avait plutôt enlevé avec méthode et prêté main-forte lors du meurtre des deux enfants.
Lorsqu'il termina son témoignage, Chee affirma qu'il était impossible que trois personnes affligées de trois maladies mentales différentes pussent partager le même délire où Kali leur ordonnait de tuer.

### Discours de clôture
Dans leurs discours de clôture, les avocats de la défense tentèrent de renforcer l'image d'individus mentalement perturbés qu'ils avaient donné de leurs clients. Cashin dit que Lim était un homme normal jusqu'à ce qu'il s'initie à l'occultisme et qu'il s'était clairement détaché de la réalité quand il était entré dans le « monde déraisonnable des atrocités », agissant selon son délire de tuer des enfants en l'honneur de Kali. Jeyaretnam dit que, du fait de sa dépression et des abus de Lim, Tan était « un robot » qui obéissait aux ordres sans réfléchir. Isaac conclut que « l'esprit schizophrène [de Hoe] acceptait que si des enfants étaient tués, ils iraient au paradis et ne grandiraient pas pour devenir des démons comme sa mère et les autres, ». Les avocats de la défense critiquèrent Chee pour ne pas avoir détecté les symptômes de leurs clients,.
Le procureur entama son discours de clôture en attirant l'attention sur la manière « froide et calculatrice » par laquelle les enfants avaient été tués. Knight ajouta que les accusés ne pouvaient pas partager le même délire, même s'ils l'avaient affirmé pendant le procès. « La fourberie et la préméditation » démontrées par leurs actes ne pouvaient être le fait de personnes atteintes de délire. Selon lui, Tan avait aidé Lim par amour et Hoe fut induite en erreur alors qu'elle les aidait dans leurs crimes. Rappelant aux juges l'importance de leur verdict, Knight dit :

### Jugement
Le 25 mai 1983, une foule désireuse de connaître le verdict se massa près du tribunal. À l'intérieur, le nombre de sièges était limité et seules quelques personnes purent entendre la sentence du juge Sinnathuray, dont le discours  dura 15 minutes. Les deux juges n'étaient pas convaincus que les accusés étaient mentalement diminués pendant les crimes. Il qualifièrent Lim « [d']abominable et [de] dépravé » pendant qu'il exécutait ses plans. Considérant ses entrevues avec les témoins experts comme un aveu de culpabilité, Sinnathuray et Chua déclarèrent que Tan était « habile et vicieuse » et « partie [consentante] aux abominables et infâmes agissements [de Lim] ». Le juge Sinnathuray déclara que Hoe était « simplette » et « facile à influencer ». Bien qu'elle eût souffert de schizophrénie, ils notèrent qu'elle était en voie de guérison lors des meurtres : elle devait donc porter la pleine responsabilité de ses actes. Les trois accusés furent déclarés coupables de meurtre et condamnés à être pendus. Les deux femmes furent indifférentes à la sentence, alors que Lim rayonnait et pleurait, déclarant même :  « Merci, vos Honneurs ! »
Lim accepta son sort, alors que les femmes firent appel de la sentence : Tan embaucha Francis Seow et la cour assigna Isaac à Hoe. Les avocats demandèrent à la cour d'appel de reconsidérer l'état mental de leurs clientes pendant les meurtres, affirmant que les juges de la High Court ne l'avaient pas considéré lors de leurs délibérations. La cour d'appel parvint à une décision en août 1986. Les juges réaffirmèrent la décision de Sinnathuray et de Chua, notant que les juges avaient le droit d'ignorer des éléments médicaux à la lumière d'autres éléments,. Les appels au Conseil privé à Londres et au président de Singapour Wee Kim Wee échouèrent également.
Ayant épuisé tous les recours possibles, Tan et Hoe firent face à leur sort avec calme. Alors qu'ils attendaient dans le couloir de la mort, les condamnés furent réconfortés par des prêtres et des sœurs catholiques. Le père Brian Doro se souvient de Lim comme « d'une personne plutôt amicale ». Le 25 novembre 1988, le trio reçut son dernier repas et fut mené à la potence. Lim souriait pendant sa dernière marche. Après la pendaison, le père Doro fit une courte messe funéraire en leur nom. Leurs corps furent incinérés le jour même.

## Suites
Le procès du trio fut suivi avec attention par la population de Singapour. Des gens se massèrent régulièrement dans la salle d'audience, espérant entr'apercevoir Adrian Lim et entendre des révélations de première main. Rapportés avec force détails par les médias locaux, les « exploits » de Lim ébranlèrent la sensibilité de certains. Le vicaire Canon Frank Lomax se plaignit auprès du Straits Times que ces récits pouvaient corrompre la jeunesse. Quelques lecteurs l'appuyèrent. D'autres, au contraire, saluèrent la transparence du journal, croyant que cela élevait la vigilance publique, même si Singapour jouissait d'un taux de criminalité peu élevé. Les livres qui détaillaient les meurtres et le procès connurent un grand succès,.
Les révélations du procès firent de Lim une incarnation du Mal dans l'esprit des Singapouriens. Certains citoyens ne pouvaient croire que quelqu'un puisse vouloir défendre un tel homme. Ils appelèrent Cashin pour exprimer leur colère, quelques-uns allèrent jusqu'à le menacer de mort. Par contre, Knight vit sa réputation augmenter, car il était celui qui avait permis qu'Adrian Lim soit jugé pour ses crimes. En conséquence, il fut de plus en plus sollicité pour s'occuper de dossiers médiatisés : en 1984, il devint directeur du Commercial Affairs Department. Il maintint sa bonne réputation jusqu'à ce qu'il soit condamné pour fraudes et corruptions sept ans plus tard.
En prison, les prisonniers maltraitèrent Lim, le considérant comme un paria. Au cours des années suivantes, le souvenir du procès resta vivace à Singapour. Des journalistes estimèrent que c'était l'affaire la plus sensationnelle des années 1980 à Singapour : le procès avait été « le sujet de discussion d'une ville horrifiée qui vit pendant 41 jours s'étaler devant ses yeux les détails macabres de perversions sexuelles, de consommation de sang humain, de possession par un esprit, d'exorcisme et de cruautés sans distinction, ». Quinze ans après le jugement, un sondage mené par The New Paper montrait que 30 % des répondants considéraient les meurtres rituels de Toa Payoh comme les crimes les plus horribles, bien que le journal ait demandé de choisir des crimes survenus en 1998. Lim devint une référence pour qualifier les criminels locaux : par exemple, en 2002 un avocat décrivit Anthony Ler, qui avait tué sa femme, comme « une version plus gentille, plus avenante du fameux tueur-médium de Toa Payoh, ».
Pendant les années 1990, l'industrie locale du film mit sur le marché deux films consacrés à l'affaire. Medium Rare, sorti en 1991, fut surtout le fait d'étrangers : la plupart des membres de l'équipe et du casting étaient américains ou britanniques. Le script fut rédigé par des scénaristes singapouriens avec l'intention d'explorer « la psyché des trois principaux personnages, ». Le réalisateur préféra se concentrer sur les relations sexuelles et la violence. Le résultat fut moqué par les spectateurs lors d'une projection privée nocturne. Sa projection sur 16 jours rapporta 130 000 S$ (75 145 USD),. Un journaliste qualifia le film « de plus bizarre que les histoires de perversion et de pratiques occultes associées à Adrian Lim, ». Le second film, God or Dog, sorti en 1997, fit pire au box-office malgré un meilleur accueil critique.
Aucun acteur local ne voulut tenir le rôle principal de ces films. Zhu Houren, par exemple, refusa en disant qu'Adrian Lim avait une personnalité unique et difficile à rendre avec justesse, tandis que Xie Shaoguang refusa le rôle parce que le tueur n'avait montré « aucun repentir, ».
À la télévision, l'enquête et les meurtres servirent de base pour l'épisode d'ouverture de True Files, un programme d'éveil au crime diffusé à Singapour en 2002. Le public se plaignit que les extraits étaient trop macabres, obligeant MediaCorp à modifier l'horaire de diffusion.

### Citations originales
1. ↑  (en) « Whoever says Singapore is boring and antiseptic ignores our hard-to-surpass crime spine tinglers starring inimitable rogues such as ... the very incarnation of Evil — Adrian Lim ... »
2. ↑  (en) « Low crime doesn't mean no crime »
3. ↑  (en) « needles and egg »
4. ↑  (en) « What matters is that [the accused] did intentionally suffocate and drown these two innocent children, causing their deaths in circumstances which amount to murder. And this we will prove beyond all reasonable doubt »
5. ↑  (en) « the essential facts of this case are not in dispute »
6. ↑  (en) « 
- Lim : No comment. 

- Justice Sinnathuray : No, no, no, Adrian Lim, you can't keep saying that to me. (To Cashin) He is your witness. 

- Cashin : You can see now, my Lord, how difficult it is with this witness. »
7. ↑  (en) « judging by the big picture, and not fussing over contradictions »
8. ↑  (en) « purposeful in his pursuits, patient in his planning and persuasive in his performance for personal power and pleasure »
9. ↑  (en) « unreasonable world of atrociousness »
10. ↑  (en) « [Hoe's] schizophrenic mind accepted that if the children were killed, they would go to heaven and not grow up evil like her mother and others »
11. ↑  (en) « cool and calculating »
12. ↑  (en) « cunning and deliberation »
13. ↑  (en) « My Lords, to say that Lim was less than a coward who preyed on little children because they could not fight back; killed them in the hope that he would gain power or wealth and therefore did not commit murder, is to make no sense of the law of murder. It would lend credence to the shroud of mystery and magic he has conjured up his practices and by which he managed to frighten, intimidate and persuade the superstitious, the weak and the gullible into participating in the most lewd and obscene acts »
14. ↑  (en) « artful and wicked person »
15. ↑  (en) « willing [party] to [Lim's] loathsome and nefarious acts »
16. ↑  (en) « simple »
17. ↑  (en) « the talk of a horrified city as gruesome accounts of sexual perversion, the drinking of human blood, spirit possession, exorcism and indiscriminate cruelty unfolded during the 41-day hearing »
18. ↑  (en) « cooler, more handsome version of [the] notorious Toa Payoh medium-murderer »
19. ↑  (en) « psyche of the three main characters »
20. ↑  (en) « more bizarre than the tales of unnatural sex and occult practices associated with the Adrian Lim story »
21. ↑  (en) « redeeming factors »